# Black Swan (trilha sonora)
Black Swan: Original Motion Picture Soundtrack é o álbum da trilha sonora do filme Cisne Negro (2010) composto por Clint Mansell.
Este trabalho marcou a quinta colaboração consecutiva entre Darren Aronofsky e Mansell. O compositor tentou fazer a música com base no balé Swan Lake, de Pyotr Ilyich Tchaikovsky, mas com mudanças radicais. Apesar da trilha ter sido recebida com aclamação, ela foi considerada inelegível para concorrer nos Prêmios da Academia para Melhor Trilha Sonora por causa do constante uso da música de Tchaikovsky. Em entrevista, Aronofsky afirmou: "Sim sim. É ... há muito de Tchaikovsky, e é tão óbvio ... mas o máximo é Clint. Há muita coisa original nele. Clint foi inspirado por Tchaikovsky, mas também muitos outros compositores que não serão nomeados. Eles [a acadêmia] está roubando dele [o óscar] por um muito tempo, e Clint está apenas sendo honesto sobre isso. É uma pena, porque há muito mais trabalho colocado nessa trilha normal. Você deve basicamente separá-la e reinterpretá-la no filme".